# Саид, Нуриддин Саид
Нуриддин Саидович Саидов  (25 ноября 1956, Дангара, Таджикская ССР, СССР) — государственный служащий, министр образования и науки Республики Таджикистан (2012—2020).

## Биография
Родился 25 ноября 1956 года в Дангаринском районе.

## Деятельность
В 1983 году окончил Таджикский Государственный Педагогический Университет имени Садриддина Айни в Душанбе (специальность: педагог, доктор философских наук).
- 1983—1993 — преподаватель кафедры философии Курган-Тюбинского государственного университета имени Носира Хусрава. 1988—1991 Аспирант кафедры философии Таджикского государственного университета.
- 1993—2006 гг. — доцент кафедры философии Таджикского национального университета.
- 2006—2008 гг. — начальник управления высшего и послевузовского образования Министерства образования Республики Таджикистан.
- 01-11.2008 — ректор Таджикского государственного педагогического университета имени Садриддина Айни.
- 2008—2012 — ректор Таджикского национального университета.

Указом Президента Республики Таджикистан от 10 января 2012 года и вторично от 27 ноября 2013 года назначен министром образования и науки Республики Таджикистан.
Указом Президента Республики Таджикистан от 24 января 2020 года назначен Председателем Комитета по телевидению и радио при Правительстве Республики Таджикистан.